# 스파이의 아내
《스파이의 아내》(일본어: スパイの妻)는 2020년 공개된 일본의 텔레비전 영화이다. 구로사와 기요시가 감독과 공동각본을 맡았다. 극장판 버전은 2020년 베네치아 영화제 황금사자상 경쟁후보작이자 감독상 수상작이다.

## 줄거리
태평양 전쟁이 일어나기 전인 1940년, 우연히 국가비밀을 알게되어 반역자로 몰리게 되는 남자 후쿠하라 유사쿠와 그의 아내 후쿠하라 사토코의 이야기를 그린다.

## 출연진
- 아오이 유우 - 후쿠하라 사토코 역
- 타카하시 잇세이 - 후쿠하라 유사쿠 역
- 히가시데 마사히로 - 츠모리 다이지 역
- 반도 료타 - 다케시타 후미오 역
- 츠네마츠 유리 - 코마코 역
- 미노스케 - 가네무라 역
- 현리 - 구사카베 히로코 역
- 사사노 타카시 - 노자키 역

## 공개
일본에서 2020년 6월 6일 NHK에서 텔레비전 방영되었으며, 10월 16일 극장에서 개봉되었다.

## 수상
| 연도 | 시상식                      | 부문       | 수상 및 후보      | 결과 |
| ---- | --------------------------- | ---------- | ----------------- | ---- |
| 2020 | 제77회 베네치아 국제 영화제 | 황금사자상 | 《스파이의 아내》 | 후보 |
| 2020 | 제77회 베네치아 국제 영화제 | 은사자상   | 구로사와 기요시   | 수상 |
| 2021 | 제15회 아시아 필름 어워즈   | 작품상     | 《스파이의 아내》 | 수상 |
| 2021 | 제15회 아시아 필름 어워즈   | 여우주연상 | 아오이 유우       | 수상 |
| 2021 | 제15회 아시아 필름 어워즈   | 의상상     | 코케츠 하루키     | 수상 |